# Таскум
Таску́м (каз. рзд. Тасқұм) — разъезд в Алматинской области Казахстана. Находится в подчинении городской администрации Капшагая. Входит в состав Шенгельдинского сельского округа. Код КАТО — 191637800.

## Население
В 1999 году население разъезда составляло 18 человек (9 мужчин и 9 женщин). По данным переписи 2009 года в разъезде проживал 31 человек (17 мужчин и 14 женщин).